# Bjaroza
Bjaroza (in bielorusso Бяроза?) o Berëza (in russo Берёза?), già Bjaroza-Kartčzskaja (Бяро́за-Карту́зская), è un centro abitato della Bielorussia situato nella regione di Brėst; capoluogo dell'omonimo distretto, conta 29 500 abitanti (2015).

## Storia
Il villaggio di Bjaroza (che significa betulla) fu menzionato per la prima volta nel 1477 come parte del voivodato di Slonim. Nel XV secolo, il villaggio probabilmente ricevette lo status di città. Tra il 1538 e il 1600 fu un importante centro del calvinismo. Successivamente la città divenne proprietà privata della famiglia Radziwiłł.

### Commonwealth polacco-lituano
Nel XVII secolo il villaggio apparteneva alla famiglia Sapieha, che vi fondò un monastero fortificato e un palazzo. Nel 1648 il monastero fu donato ai monaci certosini, provenienti dalla città italiana di Treviso e che qui si stabilirono. In segno di gratitudine per questo atto, Papa Alessandro VII ha concesso il titolo di principe a Lew Sapieha. Anche il monastero fu ampliato e divenne una delle più grandi certose del Commonwealth polacco-lituano. L'ordine dei certosini diede il nome alla seconda parte del nome della città nella forma in cui è stato utilizzato fino alla fine degli anni '40: Bjaroza-Kartuzskaya.
Durante la Grande guerra del Nord, il monastero ospitò una conferenza tenuta dal re Augusto II di Polonia e da Pietro I di Russia. Nel 1706 il monastero fortificato fu messo sotto assedio e poi preso d'assalto e saccheggiato dalle forze di Carlo XII di Svezia. Due anni dopo, le forze svedesi saccheggiarono nuovamente l'area, provocando lo spopolamento quasi totale della città. Fu anche danneggiato dagli eserciti di Suvorov nel 1772, durante le spartizioni della Polonia.

### Dominio russo
Dopo le tramezzature, la città e il monastero furono annessi dalla Russia nel 1795. Dopo la rivolta di novembre del 1831 la città fu conquistata dagli eserciti russi e poi saccheggiata. Il monastero fu chiuso dalle autorità zariste e nel 1866, dopo la rivolta di gennaio, l'intero complesso fu parzialmente demolito e i mattoni furono usati per la costruzione di una prigione e di una caserma russa nelle vicinanze. La chiesa barocca fu distrutta nel 1868. Dopo la rivolta, la città entrò a far parte delle cosiddette Pale di insediamento e fu ripopolata con ebrei espulsi da altre zone dell'Impero russo, che nel XX secolo costituivano oltre il 70% degli abitanti della città. Nel 1842 fu aperta una nuova strada che collegava Mosca a Varsavia e che passava per la città, che iniziò un periodo di prosperità economica. Nel 1871, la tratta ferroviaria Varsavia-Mosca fu posata a sole 20 miglia (32 chilometri) dalla città, collegando la città con le vicine città principali di Brest e Minsk. Oltre alle chiese cattolica e uniate, c'erano anche una sinagoga, bagni ebraici e un mercato appena fuori dai confini della città.

### XX secolo
Nel 1915, durante la prima guerra mondiale, la città fu occupata dalla Germania imperiale e nel 1918 rivendicata dalla breve Repubblica popolare bielorussa. La città fu conquistata dall'Armata Rossa il 19 gennaio 1919. Entro un mese, l'esercito polacco reclamò l'area e riconquistò la città il 14 febbraio 1919. Durante la guerra polacco-bolscevica la città divenne un luogo notevole di due grandi battaglie tra cui la prima e la seconda battaglia di Bereza Kartuska (1920). Alla fine della guerra polacco-sovietica la città fu ceduta alla Polonia nella pace di Riga firmata dalla Russia sovietica (che agiva anche a nome della Bielorussia sovietica). Il trattato di pace rimase in vigore fino all'invasione sovietica della Polonia nel 1939.

### Prigione di Bereza Kartuska
Un campo di prigionia politico polacco è stato creato a Bereza Kartuska nel 1934. L'ex caserma e prigione zarista sono state trasformate in un campo di internamento per entrambi gli estremisti polacchi di destra dell'ONR, separatisti ucraini dell'Organizzazione dei nazionalisti ucraini e membri del Partito comunista della Polonia e del Partito Comunista dell'Ucraina occidentale, e successivamente anche per i membri dei partiti di opposizione, i giornalisti critici nei confronti del governo e le persone sospettate di crimini comuni. I detenuti sono stati inviati lì per un massimo di tre mesi senza il coinvolgimento dei tribunali, in base esclusivamente alla decisione amministrativa della polizia o del voivodo.
La base giuridica per l'apertura del campo è stata apertamente messa in discussione e la sua esistenza è stata spesso criticata dagli oppositori del movimento Sanacja, che fin dall'inizio lo ha definito un "campo di concentramento". Questo termine fu successivamente reso popolare dalla propaganda comunista del dopoguerra, che lo descriveva come prova che il governo della Polonia era un regime fascista. Il campo fu chiuso nel settembre 1939, durante l'invasione della Polonia.

### Dopoguerra
Nel 1939 la città fu conquistata dall'Armata Rossa e incorporata nella SSR bielorussa. Dopo lo scoppio della guerra tedesco-sovietica, la città fu conquistata dall'esercito tedesco il 23 giugno 1941. L'occupazione tedesca durò fino al 15 luglio 1944. Durante questo periodo, la città fu amministrato come parte del Generalbezirk Wolhynien und Podolien of Reichskommissariat Ukraine.
Durante la seconda guerra mondiale, nella città fu creato un ghetto per gli ebrei che vi fuggivano dalle zone circostanti. Sotto l'amministrazione di occupazione nazista tedesca più di 8.000 persone furono uccise in esecuzioni di massa o morirono di fame. Numerose unità partigiane filo-sovietiche e filo-ucraine erano attive nell'area intorno a Bjaroza prima che le truppe dell'Armata Rossa liberassero definitivamente la città il 15 luglio 1944. Ripopolata con contadini bielorussi e russi, la città fu ricostruita dopo la distruzione della seconda guerra mondiale. Dopo l'apertura di una piccola fabbrica di materiali da costruzione in città, seguì un altro periodo di rapida crescita.
Nel dopoguerra fu collocata una base militare dell'aviazione sovietica.
Nel 1958-1967 fu costruita una centrale idroelettrica nel Biaroza Raion.
Nel 1991, dopo lo scioglimento dell'URSS, la città divenne parte della Repubblica indipendente di Bielorussia.

## Monumenti
- Rovine di edifici storici della fine XIX secolo all'inizi XX secolo
- Rovine del monastero cartesiano (1648-1689)
- Chiesa di Pietro e Paolo (1772, ricostruita nel 2003)
- Chiesa di San Michele (2007)
- Chiesa della Santissima Trinità (1998)
- Caserma
- Fossa comune (1941-1944)
- Monumento funebre alle vittime del fascismo (1941-1944)